# 陳曉東 (剪接師)
陳曉東（Hsiao-Tung Chen，1963年2月14日—），台灣著名剪接師，1989年進中影製片廠，1991開始剪接工作，與許多台灣電影導演合作。畢業於輔仁大學歷史系。2003年以《我倆沒有明天》獲第38屆金鐘獎剪輯獎，2011年以紀錄片《尋找背海的人》獲第48屆金馬獎最佳剪輯獎，2012年以電影長片《寶米恰恰》獲臺北電影獎最佳剪輯。

## 作品列表

### 剪接作品
- 1996年：《寂寞芳心俱樂部》
- 1997年：《回家》(紀錄片)
- 1997年：《假面超人》
- 1997年：《美麗在唱歌》
- 1998年：《惡女列傳》
- 1999年：《小百無禁忌》
- 1999年：《驚動天地》
- 2000年：《西嶼坪》(紀錄片)
- 2000年：《小琉球》(紀錄片)
- 2000年：《我的綠島》(紀錄片)
- 2001年：《石碇的夏天》
- 2002年：《小雨之歌》
- 2002年：《二月十四》
- 2003年：《我倆沒有明天》
- 2003年：《魯賓遜漂流記》
- 2004年：《紅孩兒-決戰火焰山》
- 2004年：《月光下，我記得》
- 2004年：《超級選民》
- 2004年：《十七歲的天空》
- 2004年：《臺北二一》
- 2005年：《海巡尖兵》
- 2006年：《我的逍遙學伴》
- 2006年：《風中的秘密》
- 2008年：《九降風》
- 2011年：《尋找背海的人》
- 2012年：《寶米恰恰》
- 2013年：《一首搖滾上月球》
- 2013年：《華麗緣》（剪接指導）
- 2014年：《逆轉勝》
- 2015年：《蘆葦之歌》(紀錄片)
- 2018年：《老大人》
- 2019年：《我的靈魂是愛做的》
- 2020年：《親愛的房客》
- 2020年：《千年一問》(紀錄片)
- 2021年：《聽見歌 再唱》
- 2022年：《該死的阿修羅》

## 外部連結
- 台灣電影筆記：陳曉東
- 陳曉東在香港影庫上的簡介
- 陳曉東在互联网电影资料库（IMDb）上的資料（英文）